# Marsupella tubulosa
Marsupella tubulosa là một loài Rêu trong họ Gymnomitriaceae. Loài này được Stephani mô tả khoa học đầu tiên năm 1897.